# Smyckekniv
En smyckekniv är en mindre, men rikligt utsmyckad kniv att bära till fest eller (folk)dräkt.